# Георги Стоянов (математик)
Вижте пояснителната страница за други личности с името Георги Стоянов.
Георги Стоянов Петров е български учен – математик и революционер, деец на Вътрешната македоно-одринска революционна организация.

## Биография
Роден е в Йени Зара, днес Нова Загора през 1872 година. Следва математика и физика в София (1896-1900). През 1901 - 1902 година Георги Петров е учител по математика в Цариградската българска духовна семинария, като същевременно е член и на Цариградския революционен комитет. Специализант в Париж (1909-1911). Доцент по математика в СУ (1909-1912). Преподава в катедрата по основи на висшата математика. Георги Стоянов е преподавател и във Военното училище в София. Има публикации в научни списания в Европа. Участва в Балканската война като доброволец и умира на Чаталджанския фронт през ноември 1912 година при село Кадиево.